# Anómia (beszédzavar)
Az anómia mint nyelvi zavar az afázia egy fajtája.
Az afázia szindrómának tekinthető, melyben különféle zavarok léphetnek fel egyidejűleg. Ezen kór típusokra osztható fel, de kategorizálásuk nehéz, mivel nem mindig egyértelműek a közöttük lévő eltérések.
A vezető tünet alapján, illetve az agyi beszédközpontok szerinti elkülönüléssel motoros és szenzoros (auditív vagy receptív) afáziatípusról beszélni. 
Tapasztalataink szerint azonban a gyakorlat sokkal több bonyodalmat vet fel. 
Az eltérő afáziaformák megkülönböztetéséhez vezetett az a tény, hogy a beszéd, a megértés, az olvasás és az írás eltérő mértékben és súlyossági fokban sérülhetnek. Ezekért a különböző afáziaformákért más-más agykérgi területek felelősek.
A négy klasszikus afáziatípus:
- Broca-afázia
- Wernicke-afázia
- Globális afázia
- Amnesztikus afázia

Az anómia az afázia fajtáinak négy elkülönített csoportjába sorolható a globális és izolációs afáziával együtt. Pontos definíciója szerint jellemzője a beteg szótalálási nehézsége, mely főleg a főneveket érinti. Szótalálási nehézség más afáziatípusnál is fennállhat, azonban anómiáról akkor beszélünk, ha ez a zavar a vezető tünet. A beteg képtelen emlékezetében tartani a szósorok jelentését, az egyes szavak közötti szemantikai kapcsolatot. Megtartott beszédészlelés mellett jellemző, hogy a betegnek nehézsége van a megnevezésekkel, és értési problémáik is lehetnek.

## Kezelése
Napjainkban nincs még teljesen kiforott, teljes gyógyulást ígérő technika, az eljárások feltérképezése kutatások tárgyát képezi, ugyanakkor az a tapasztalat, hogy a különböző beszédterápiákkal jó eredményeket lehet elérni.   